# Holland Hills Classic
De Holland Hills Classic was een wielerwedstrijd voor vrouwen in het zuiden van Limburg. Vanwege sponsoring kende de koers verschillende namen: Gulpen Hills Classic (2004-2007), Valkenburg Hills Classic (2010), Parkhotel Rooding Classic (2011), Parkhotel Valkenburg Hills Classic (2012) en ten slotte Boels Rental Hills Classic (2013-2016). Met de komst van de vrouwenversie van de Amstel Gold Race, is eind 2016 besloten om de wedstrijd in 2017 niet meer te verrijden.
De eerste jaren werd de koers verreden in de eerste helft van augustus. In 2011 werd de wedstrijd verplaatst naar het voorjaar (maart) en vanaf 2012 vindt deze plaats in het laatste weekend van mei. Hierdoor kan de koers ook gezien worden als vervanger van de in 2011 verdwenen Dolmans Heuvelland Classic.
De eerste editie werd in 2004 gewonnen door Mirjam Melchers. Het record staat op naam van Marianne Vos met drie overwinningen. De laatste twee edities werden gewonnen door Elizabeth Armitstead in 2015 en 2016. Na 15 beklimmingen van onder andere de Koning van Spanje, Bemelerberg, tweemaal Camerig en tweemaal Cauberg, lag de finish boven op de Geulhemmerberg in Berg en Terblijt (gemeente Valkenburg aan de Geul).

## Erelijst
| Jaar | Km    | Winnaar              | Tweede               | Derde                |
| ---- | ----- | -------------------- | -------------------- | -------------------- |
| 2004 |       | Mirjam Melchers      | Leontien van Moorsel | Arenda Grimberg      |
| 2005 |       | Anita Valen De Vries | Trixi Worrack        | Arenda Grimberg      |
| 2006 |       | Theresa Senff        | Marianne Vos         | Suzanne de Goede     |
| 2007 | 127,5 | Marianne Vos         | Susanne Ljungskog    | Andrea Graus         |
| 2008 | 101   | Larissa Kleinmann    | Elisabeth Braam      | Vera Koedooder       |
| 2009 | 120   | Marianne Vos         | Petra Dijkman        | Emma Johansson       |
| 2010 | 116,5 | Grace Verbeke        | Chantal Blaak        | Iris Slappendel      |
| 2011 |       | Marianne Vos         | Marieke van Wanroij  | Jessie Daams         |
| 2012 | 95    | Annemiek van Vleuten | Marianne Vos         | Sharon Laws          |
| 2013 | 120,7 | Ashleigh Moolman     | Elizabeth Armitstead | Annemiek van Vleuten |
| 2014 | 128,4 | Emma Johansson       | Ellen van Dijk       | Amy Pieters          |
| 2015 | 131,4 | Elizabeth Armitstead | Emma Johansson       | Katarzyna Niewiadoma |
| 2016 | 131,4 | Elizabeth Armitstead | Annemiek van Vleuten | Ashleigh Moolman     |

#### Meervoudige winnaars
| Overwinningen | Renster              | Land                | Jaren            |
| ------------- | -------------------- | ------------------- | ---------------- |
| 3             | Marianne Vos         | Nederland           | 2007, 2009, 2011 |
| 2             | Elizabeth Armitstead | Verenigd Koninkrijk | 2015, 2016       |

#### Overwinningen per land
| Overwinningen | Land                                   |
| ------------- | -------------------------------------- |
| 5             | Nederland                              |
| 2             | Duitsland, Verenigd Koninkrijk         |
| 1             | België, Noorwegen, Zuid-Afrika, Zweden |